# Beta termodinamica
In meccanica statistica, si dice beta termodinamica una quantità numerica legata alla temperatura termodinamica di un sistema. La beta termodinamica può essere vista come una connessione tra l'interpretazione statistica di un sistema e la termodinamica.

## Dettagli

### Interpretazione statistica
Dal punto di vista statistico, β è una quantità numerica che lega due sistemi macroscopici in equilibrio termodinamico. Si considerino due sistemi, 1 e 2, in contatto termico, con energie rispettivamente E1 e E2. Si assuma E1 + E2 = E costante. Il numero di microstati di ciascun sistema sarà denotato da Ω1 e Ω2. Secondo i nostri assunti Ωi dipende solo da Ei. Così il numero di microstati per il sistema combinato è
{\displaystyle \Omega =\Omega _{1}(E_{1})\Omega _{2}(E_{2})=\Omega _{1}(E_{1})\Omega _{2}(E-E_{1}).}
β sarà derivata dalla fondamentale assunzione che segue: 
Quando il sistema combinato raggiunge l'equilibrio termodinamico, il numero Ω è massimo.
(In altre parole, il sistema ricerca naturalmente il numero massimo di microstati.) Pertanto, all'equilibrio:
{\displaystyle {\frac {d}{dE_{1}}}\Omega =\Omega _{2}(E_{2}){\frac {d}{dE_{1}}}\Omega _{1}(E_{1})+\Omega _{1}(E_{1}){\frac {d}{dE_{2}}}\Omega _{2}(E_{2})\cdot {\frac {dE_{2}}{dE_{1}}}=0.}
Ma E1 + E2 = E implica 
{\displaystyle {\frac {dE_{2}}{dE_{1}}}=-1.}
Pertanto
{\displaystyle \Omega _{2}(E_{2}){\frac {d}{dE_{1}}}\Omega _{1}(E_{1})-\Omega _{1}(E_{1}){\frac {d}{dE_{2}}}\Omega _{2}(E_{2})=0}

La relazione sopra dimostra la definizione di β:
{\displaystyle \beta \equiv {\frac {d\ln \Omega }{dE}}.}

### Collegamento con la termodinamica classica
Quando due sistemi sono in equilibrio, hanno la stessa temperatura termodinamica T. Così intuitivamente ci si può aspettare che β sia legata a T in qualche modo. Questo legame è dato dalla formula
{\displaystyle S=k_{B}\ln \Omega ,}
dove {\displaystyle k_{B}} è la costante di Boltzmann. Così
{\displaystyle d\ln \Omega ={\frac {1}{k_{B}}}dS.}
Sostituendo nella definizione di β dà
{\displaystyle \beta ={\frac {1}{k_{B}}}{\frac {dS}{dE}}.}
Comparando con la formula termodinamica 
{\displaystyle {\frac {dS}{dE}}={\frac {1}{T}},}
si ottiene
{\displaystyle \beta ={\frac {1}{k_{B}T}}={\frac {1}{\tau }}}
dove {\displaystyle \tau } è talvolta chiamato la temperatura fondamentale del sistema con unità di energia.